# Clanculus atricatena
Clanculus atricatena is een slakkensoort uit de familie van de Trochidae. De wetenschappelijke naam van de soort is voor het eerst geldig gepubliceerd in 1921 door Tomlin.